# Palaeopsychops dodgeorum
Palaeopsychops dodgeorum là một loài côn trùng trong họ Polystoechotidae thuộc bộ Neuroptera. Loài này được Makarkin & Archibald miêu tả năm 2003.